# 桃花台新交通100系電車
桃花台新交通100系電車（とうかだいしんこうつう100けいでんしゃ）は、愛知県小牧市の桃花台新交通桃花台線で運用されていたAGT（新交通システム）の車両（電車）である。
1991年（平成3年）3月25日の開業から、2006年（平成18年）10月1日の廃止まで運用された。

## 概要
当系列は、日本車輌製造が開発したAGT「VONA（ボナ）」を採用しており、製造は全5編成のうち日本車輌が3編成（第1 - 第3編成）を、三菱重工業が2編成（第4・第5編成）を担当している。4両固定編成で、先頭車の「クモ110形」（4輪電動制御客車）、中間車の「モ120形」「モ130形」（4輪電動客車）、最後尾車「クモ140形」（4輪電動制御客車。いずれも形式記号は現車の銘板による）がある。各車輌の出入口は、先頭に向かって右側1か所のみ。そのため、路線の起終点駅（小牧駅、桃花台東駅）に設けられたループ線を回って方向転換することになる。
このような仕組みが採用された理由は、計画当初に想定されていた桃花台ニュータウンの想定人口が減らされたからである。そのため、桃花台線も計画自体も見直すことになり、大幅な経費削減を図らなければならなくなった。車両の入り口を片側のみにすることで車両の製作費用を抑え、さらに車両の方向を変更する機械設備も必要なくなったため、大幅な費用削減が図られた。また、計画当初は完全無人運行のシステムを採用する予定だったが、大幅に費用がかかることから、これも経費削減を理由に採用されなかった。

## 車両データ
各車両は中型から大型のバス、または1両編成の路面電車程度の大きさである。重量は約10t。運行時に利用する運転台は、先頭車の110形にある。また車両基地から桃花台東駅への移動時にのみ使う簡易運転台が、最後尾車の140形にもあるが、普段はカバーで覆われている。シートは固定クロスシート。右側が1人掛け、左側が2人掛け。地下鉄サリン事件以降は運転席に簡易ガスマスクを備えるようになった。

## 廃止後の売却
桃花台新交通は2006年10月1日の桃花台線の廃止後、同線と同じシステムを採用しているユーカリが丘線（千葉県佐倉市）を運営する山万に車両の売却を打診した。しかし、桃花台線に比べユーカリが丘線の方が建築限界（車両限界）が小さいため、物理的に入線が不可能だったことや車体両側面への扉の設置改造が必要なこと、片方の運転台が簡易運転台であること、編成両数は桃花台線が4連だったのに対し、ユーカリが丘線は3連であることなどの理由で、売却に到らなかった。次に小牧市や鉄道博物館（埼玉県さいたま市）に購入を依頼したが、「設置場所がない」などの理由で断られた。その後インターネットでの売却も図られたが、買い手は廃止後、暫く現れなかった。
その後2008年1月、愛知県豊田市在住の男性が、先頭車両を個人で購入した。2023年現在、株式会社豊通テックの真向かいにある企業の敷地内にて保管されている。またその他に同県知立市や三重県桑名市の会社などに、合わせて5両が売却された。
なお残りの車両は名古屋市に本社がある金属リサイクル業者に買い取られ、ほとんどが同社によって解体処理された（2編成のみ、2011年に小牧市に本社がある金属リサイクル業者で解体処理された）。

## 画像

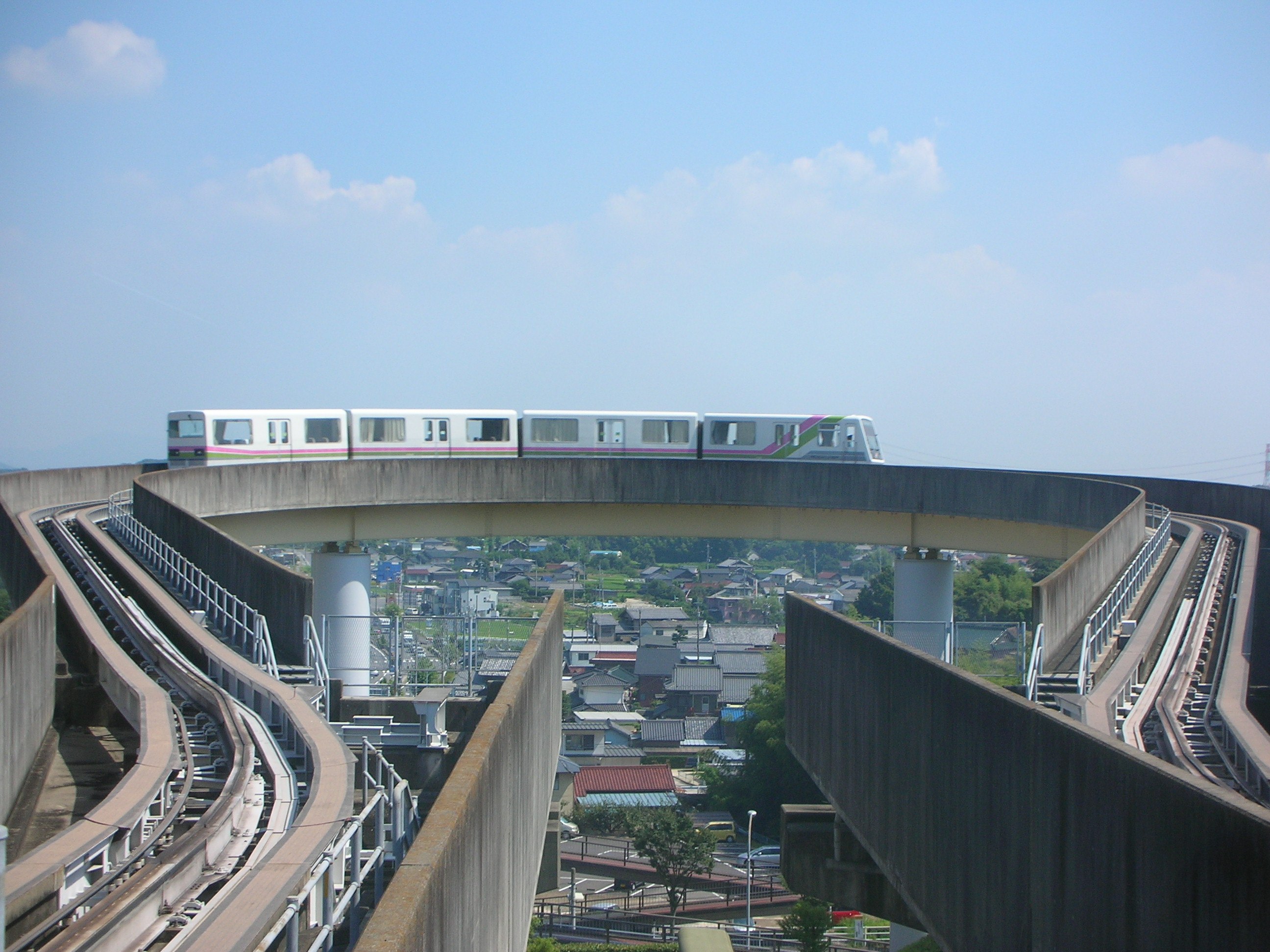
側面
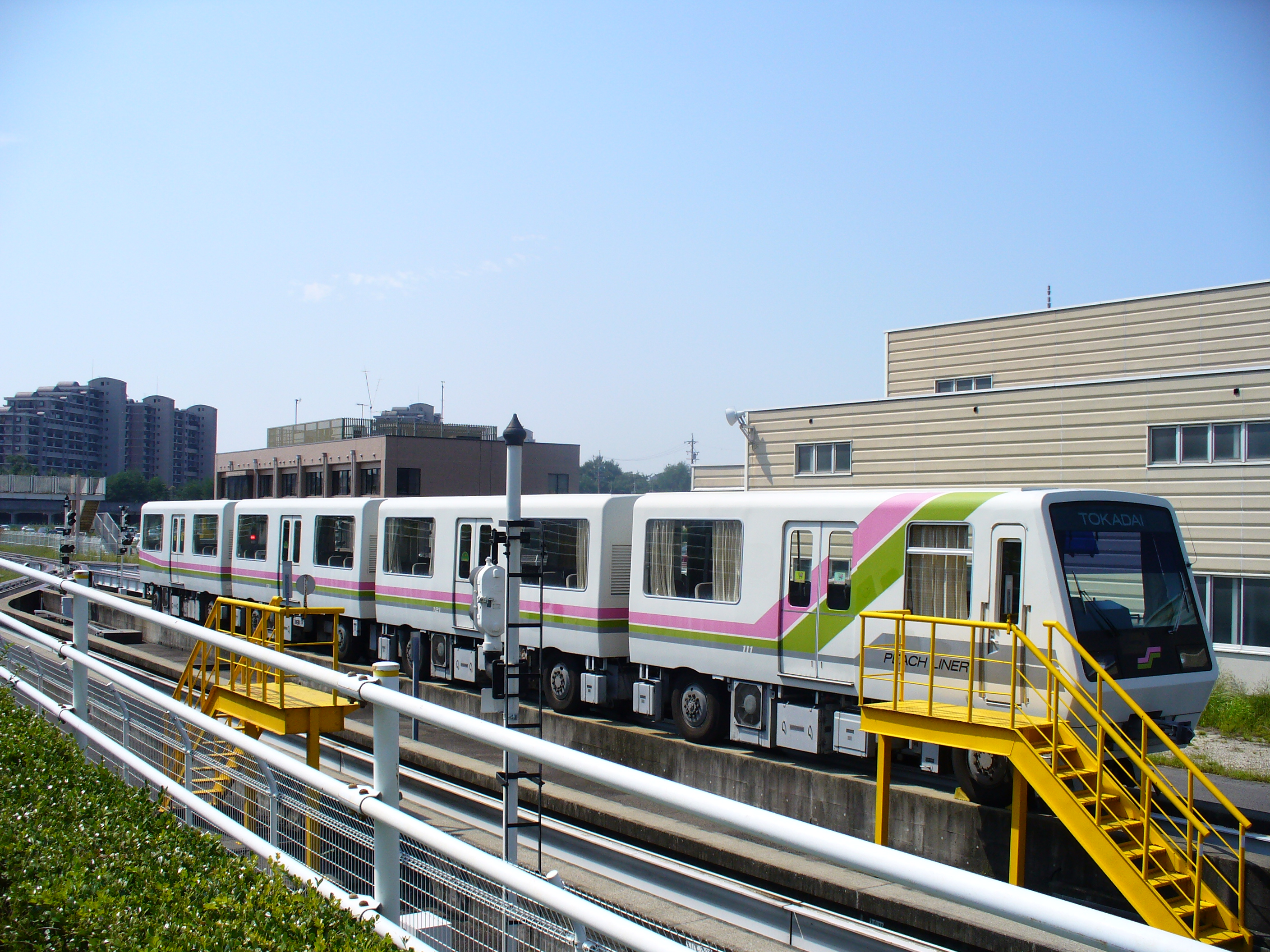
桃花台新交通本社と、停車中の桃花台新交通100系電車
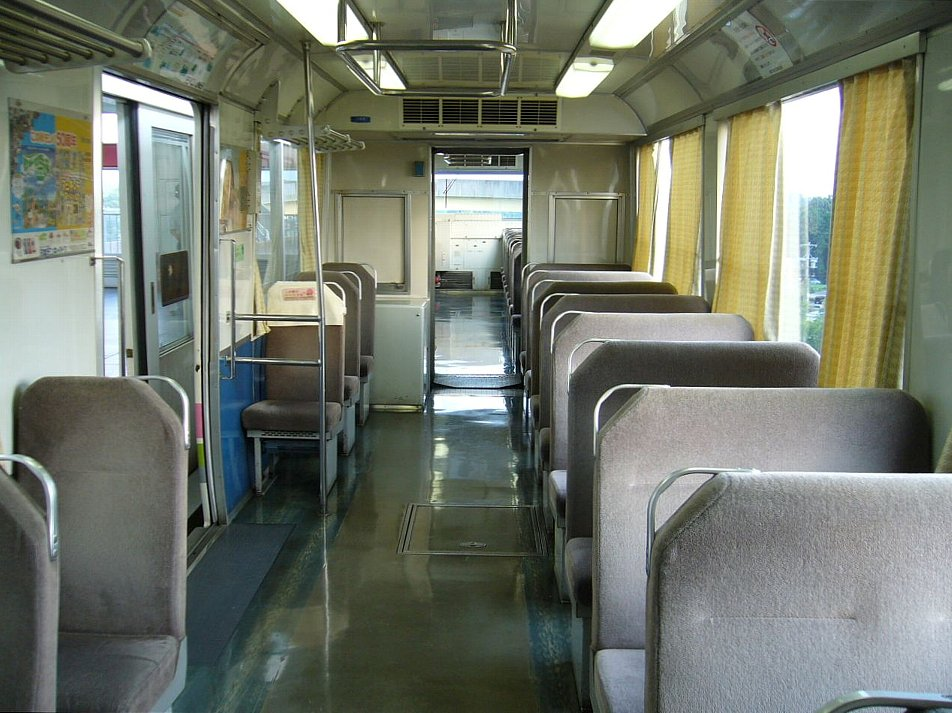
車内。片側のみの扉、2-1配列のクロスシート